# Combo Guard
Combo Guard (von engl. combination „Vereinigung, Kombination“) ist eine inoffizielle Bezeichnung für Spieler im Basketball, die sowohl die Point Guard- als auch die Shooting-Guard-Position spielen können. Solche Spieler sind meistens etwas kleiner als die üblichen Shooting Guards (Die bevorzugte Größe für Shooting Guards in der NBA beginnt ab ca. 192 cm), sind jedoch körperlich genauso stark und athletisch wie normale Shooting Guards.
Man unterscheidet drei Arten von Combo Guards:
- Point Guards, die aufgrund ihrer Körpergröße, ihrem Distanzwurf und ihrer Athletik auf der Shooting-Guard-Position spielen können und diese Position auch effektiv verteidigen können. Diese Spieler besitzen beide Fähigkeiten: ein Spiel zu lenken, aber auch selbst zu punkten.
Beispiele dafür sind: Russell Westbrook, Stephen Curry, Jason Kidd, Tyreke Evans, Shaun Livingston, Dimitrios Diamantidis
- Shooting Guards, die in den Bereichen Ballhandling, Passen und Lenken eines Spieles dieselben Fähigkeiten wie normale Point Guards haben und somit auch auf der Point-Guard-Position als "Pass-First-Guard" (eher passen als selbst punkten) können. Diese Spieler besitzen beide Fähigkeiten: Sie können selbst punkten, können aber auch ein Spiel lenken.
Beispiele dafür sind: James Harden, Manu Ginóbili, Dwyane Wade, Brandon Roy, Larry Hughes, Vasilios Spanoulis
- Shooting Guards, welche die Körpergröße eines Point Guards haben (auch Tweener genannt). Diese Spieler sind meistens unter 190 cm groß und verhalten sich üblicherweise anders als ein „purer“ Point Guard. Sie sind in der Offensive aggressiver und mehr aufs Punkten bedacht, verbinden also die Fähigkeiten eines SG mit der Größe eines PG. Sie können aufgrund mangelnden Spielverständnisses und mangelnder Fähigkeiten zum Spielaufbau nicht effektiv auf der Point-Guard-Position eingesetzt werden, aber mangels Körpergröße auch nicht effektiv die Shooting Guard-Position verteidigen. Dieser Spielertyp wird auch oft als ein "Shooting Guard, gefangen im Körper eines Point Guards" bezeichnet.
Beispiele dafür sind: Jason Terry, Allen Iverson, Eddie House, Ben Gordon